# Tolmanlengte
De tolmanlengte {\displaystyle \delta }, ook wel bekend als Tolman's delta meet de mate waarin de oppervlaktespanning van een kleine vloeistofdruppel afwijkt van de waarde van het vlakke vloeistofoppervlak. Je zou de tolmanlengte dus kunnen zien als een correctie op de oppervlaktespanning ten gevolge van de kromming van het vloeistofoppervlak.
De tolmanlengte is gedefinieerd op basis van een expansie van het drukverschil {\displaystyle \Delta p} tussen de binnen- en buitenkant van de druppel in termen van {\displaystyle 1/R}, met {\displaystyle R=R_{e}} de straal waarbij er netto evenveel deeltjes aan beide kanten van het grensoppervlak zitten:
{\displaystyle \Delta p={\frac {2\sigma }{R}}\left(1-{\frac {\delta }{R}}+\ldots \right)}     (1)
In deze uitdrukking geeft {\displaystyle \Delta p=p_{l}-p_{v}} het drukverschil aan tussen de druk in de bulk van de vloeistof en de druk van de vloeistofdamp aan de buitenkant en {\displaystyle \sigma } is de oppervlaktespanning van het vlakke vloeistofoppervlak, i.e. het oppervlak met nul kromming, {\displaystyle R=\infty }. De tolmanlengte {\displaystyle \delta } is dus de leidende correctie in een expansie in {\displaystyle 1/R}.
Een andere manier om de tolmanlengte te definiëren is om naar de straalafhankelijkheid van de oppervlaktespanning voor een vloeistofdruppel te kijken, {\displaystyle \sigma (R)}. De eerste term in zo'n expansie ziet eruit als
{\displaystyle \sigma (R)=\sigma \left(1-{\frac {2\delta }{R}}+\ldots \right)}       (2)
waarbij {\displaystyle \sigma (R)} de oppervlaktespanning (of overtollige oppervlakte vrije energie) aangeeft van een vloeistofdruppel met straal R, terwijl {\displaystyle \sigma } de waarde aangeeft in de limiet van R naar oneindig (i.e. de waarde van {\displaystyle \sigma }, het platte oppervlak).
In beide definities zien we de tolmanlengte gedefinieerd als een coëfficient in een expansie in {\displaystyle 1/R} en dus zal {\displaystyle \delta } zelf niet van de straal afhangen.
Verder kan de tolmanlengte gerelateerd worden aan de straal van spontane kromming als men de vrije energie-methode van Helfrich vergelijkt met de methode van Tolman:
{\displaystyle \delta \sigma ={\frac {2k}{R_{0}}}}
Elk resultaat voor de tolmanlengte zegt daarom ook iets over de straal van spontane kromming, {\displaystyle R_{0}}. Indien een oppervlak een positieve buigrigiditeit heeft (k > 0) impliceert een positieve tolmanlengte dat het grensoppervlak gekromd is richting de vloeistoffase, terwijl een negatieve tolmanlengte een negatieve kromtestraal impliceert en het vloeistofoppervlak een voorkeurskromming richting de gasfase heeft.
Naast het verband tussen de tolmanlengte en de straal van spontane kromming is de tolmanlengte ook te koppelen aan het zogeheten oppervlak van spanning. Het oppervlak van spanning bevindt zich op een unieke plaats {\displaystyle R=R_{s}} zodat de laplacevergelijking exact is voor alle mogelijke kromtestralen van de druppel:
{\displaystyle \Delta p={\frac {2\sigma _{s}}{R_{s}}}}
waar {\displaystyle \sigma _{s}=\sigma (R=R_{s})} de oppervlaktespanning voorstelt  precies op het oppervlak van spanning. Tolman liet, gebruik makend van de adsorptievergelijking van Gibbs, zelf zien dat de tolmanlengte uitgedrukt kan worden in termen van de hoeveelheid geadsorbeerde stof aan het grensoppervlak op de locatie waar het oppervlak van spanning zich begeeft:
{\displaystyle \delta ={\frac {\Gamma _{s}}{\Delta \rho _{0}}}}
waar {\displaystyle \Delta \rho _{0}=\rho _{l,0}-\rho _{v,0}} het dichtheidsverschil tussen de vloeistof- en gasfase; de subscript nul geeft aan dat we de dichtheid bekijken wanneer beide fasen co-existeren. Het is aan te tonen dat het verschil tussen het equimolaire oppervlak (bedacht door Gibbs) en het oppervlak van spanning precies de tolmanlengte is:
{\displaystyle \delta =\lim _{R_{s}\rightarrow \infty }(R_{e}-R_{s})=z_{e}-z_{s}}
waar de locaties van die oppervlakken worden aangegeven met {\displaystyle z_{e},z_{s}}. De tolmanlengte is typisch in de orde van nanometers.